# Кегичівське підземне сховище газу
Кегичівське підземне сховище газу — газосховище, споруджене для забезпечення стабільної роботи газопроводів транспортного коридору Шебелинка-Київ у Харківській області. 
Кегичівське сховище створене на базі західного блоку виснаженого однойменного газоконденсатного родовища. Закачування газу до сховища розпочали у 1988 році. Обсяг активного газу ПСГ складає до 700—715 млн. м³, загальний обсяг (включаючи буферний газ) 1315 млн.м³. Максимальне добове відбирання газу може досягати 9 млн. м³ на початку сезону.
Роботу ПСГ забезпечують 65 свердловин, з них 53 експлуатаційні та 12 спеціальних (контрольних, спостережних, поглинальних).
Компресорна станція сховища обладнана трьома установками ГПА-Ц-8А сумарною потужністю 24 МВт. У 2010-х роках виконані роботи по модернізації компресорного обладнання шляхом заміни двигунів НК-12-СТ на АІ-336-2-8 виробництва «Мотор Січ».